# Saccharum maximum
Saccharum maximum là một loài thực vật có hoa trong họ Hòa thảo. Loài này được (Brongn.) Trin. miêu tả khoa học đầu tiên năm 1836.